# جلوما
جلوما(بالنرويجية: Glomma‏)، أو جلاما (بالنرويجية: Glåma ‏)، هو أطول نهر في النرويج وأكثرها كثافة، يبلغ طوله 621 كيلومتر (386 ميل)، يوجد به مستجمع مائي يغطي بالكامل 13 ٪ من مساحة سطح النرويج، وكلها في الجزء الجنوبي من البلاد، ويصب النهر في خليج سكاغيراك.